# St. Ursula (Oberursel)

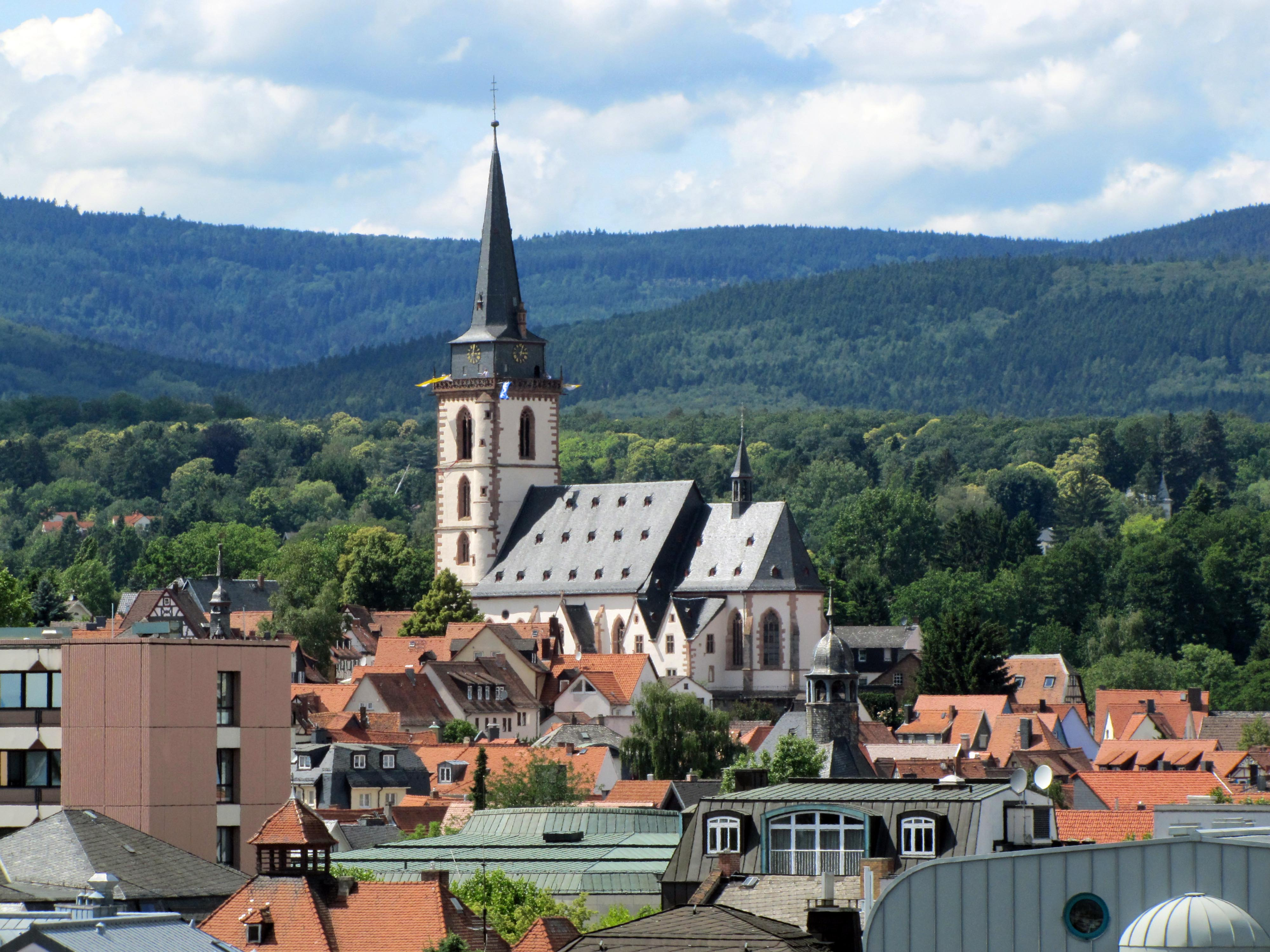
St. Ursula

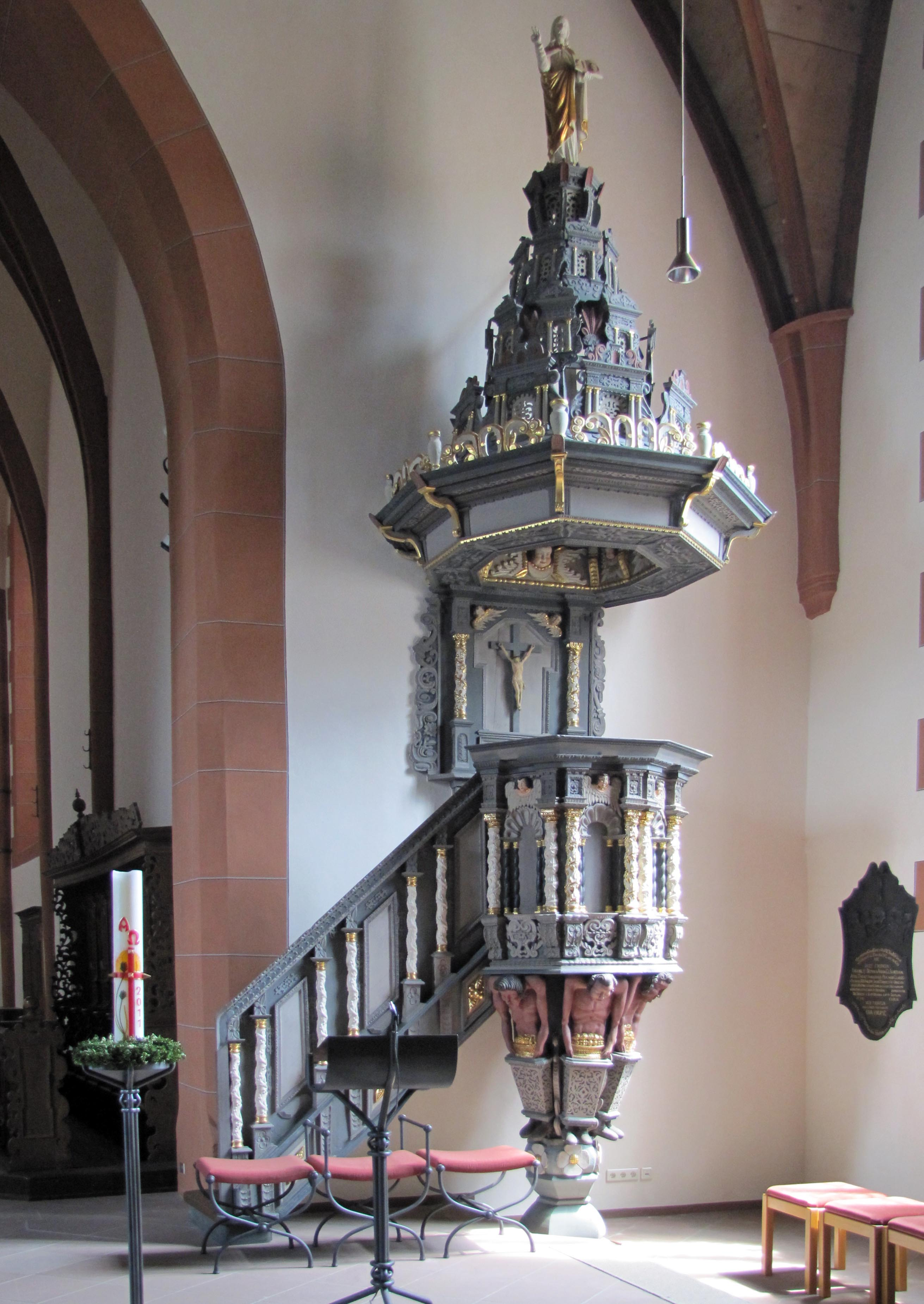
Kanzel

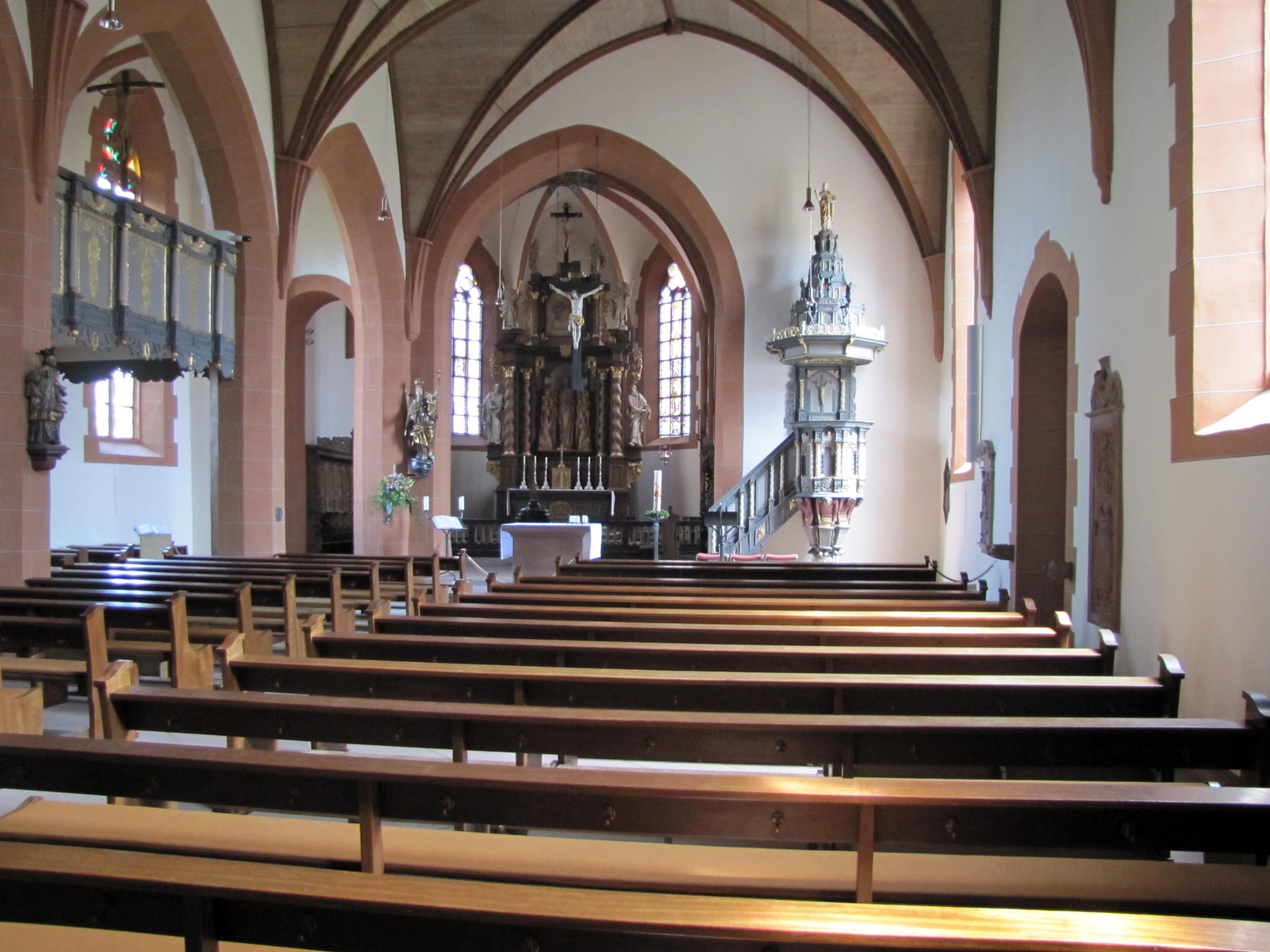
Innenraum

St. Ursula ist die römisch-katholische Hauptkirche von Oberursel (Taunus) und ist der heiligen Ursula geweiht. Sie steht als Kulturdenkmal gemeinsam mit Ausstattung und Kirchhof unter Denkmalschutz. Es ist die Pfarrkirche des Pastoralen Raums Oberursel/Steinbach im Kirchenbezirk Hochtaunus.

## Geschichte
Vor 876 wurde auf dem Gebiet des heutigen Oberursel ein Kloster urkundlich erwähnt, das der heiligen Ursula geweiht war. Seit dem Frühmittelalter bestanden auf dem Bergsporn, auf dem sich die Kirche befindet, sakrale Bauten. Durch Grabungen wurden Reste einer im 12. Jahrhundert erbauten Saalkirche gefunden. Ein gefundener Tonfliesenboden wurde auf die Zeit 1160 bis 1180 datiert. Ende des 13. Jahrhunderts erfolgte die Erhebung zu Pfarrkirche.

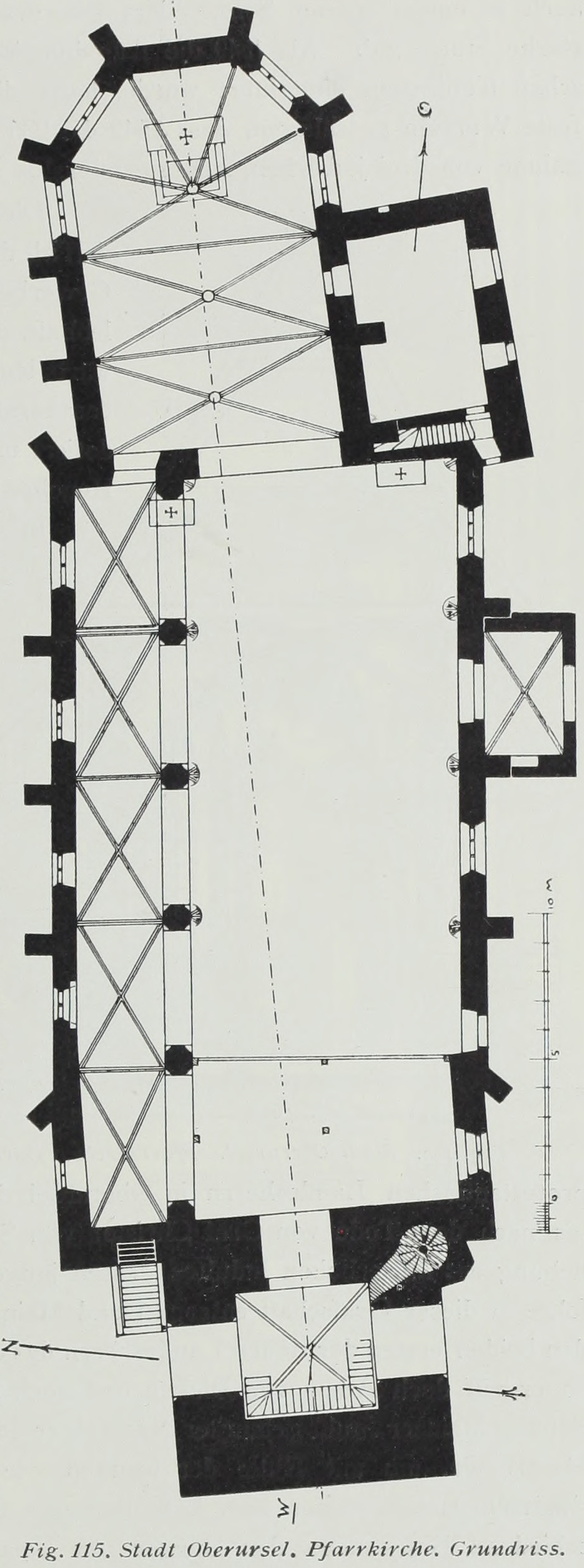
Grundriss

Der heutige Bau wurde in mehreren Bauabschnitten, beginnend ab Mitte des 15. Jahrhunderts errichtet. Dies steht zeitlich im Zusammenhang mit der Verleihung der Stadtrechte für Oberursel im Jahr 1444. Der auffällige Achsknick des Kirchenraums hat seinen Grund in einer Planänderung; das Langhaus konnte zwischen den Chorraum und einen kleinen Westturm aus dem 12. Jahrhundert gesetzt werden. 1525 wurde die Reformation in Oberursel eingeführt. Nachdem Oberursel Teil von Kurmainz wurde, erfolgte 1604 die Wiedereinführung der katholischen Religion. 1645 wurde die Kirche durch die Franzosen in Brand gesetzt und 1659 neu errichtet. Am 14. Oktober 1659 erfolgte die Weihe. Die Kirchenbücher sind seit 1601 erhalten.

## Orgel

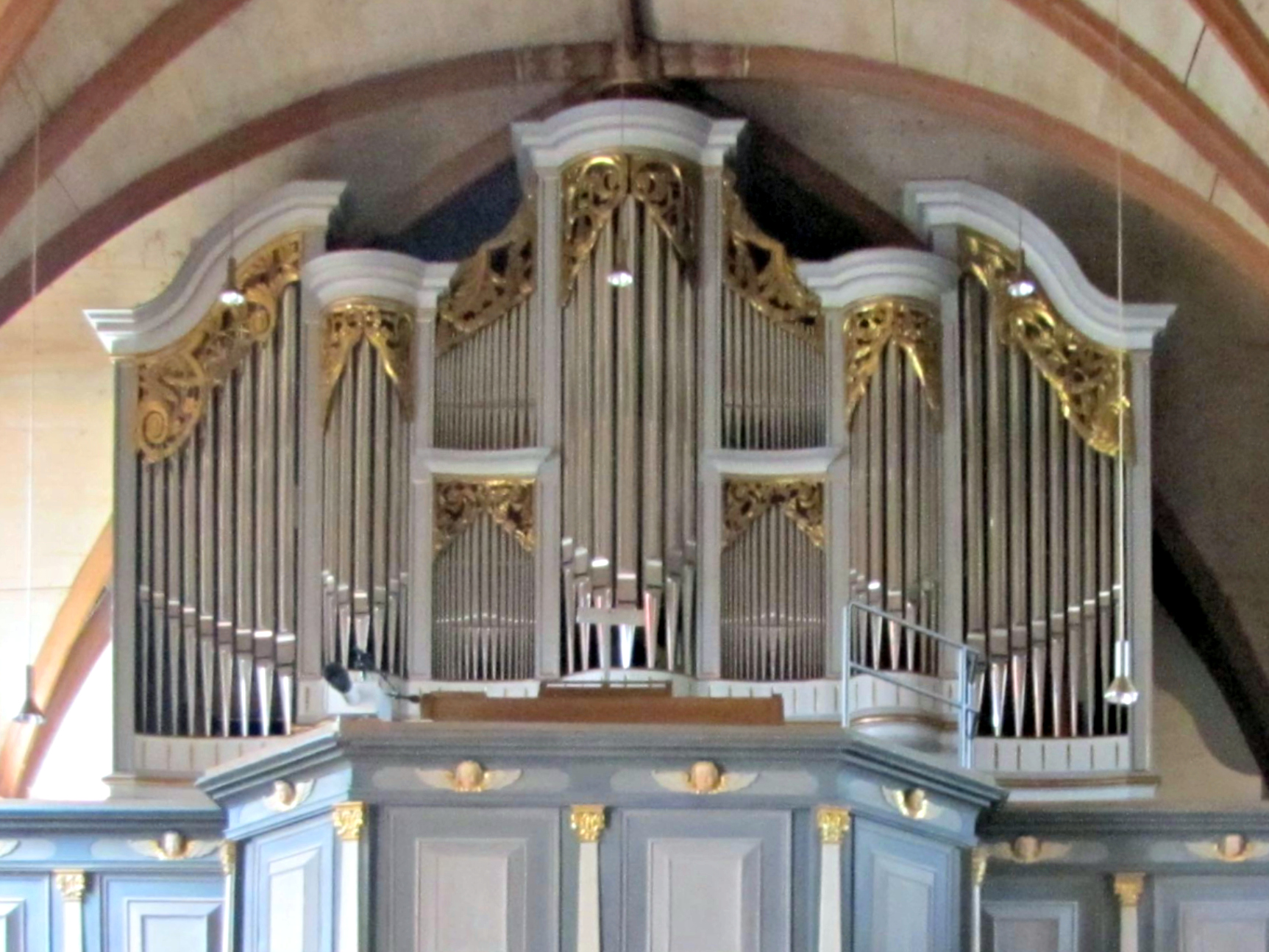
Orgel

Johann Conrad Bürgy begann im Jahr 1789 mit dem Bau einer neuen Orgel, die nach seinem Tod von seinem Sohn Philipp Heinrich Bürgy 1793 vollendet wurde. Das Instrument verfügte über 21 Register auf zwei Manualen und Pedal.
Die Bonner Firma Klais ersetzte 1923 das Werk und erweiterte es auf 24 Stimmen. 1960 folgte ein Neubau mit 29 Registern von Förster & Nicolaus aus Lich hinter dem historischen Prospekt von Bürgy. Seit der Restaurierung im Jahr 2006 orientiert sich die farbliche Fassung wieder am barocken Original. Zugleich wurde die Orgel um ein weiteres Register (Salicional 8′) ergänzt und umintoniert. Die Disposition lautet (III/30 + 3 Pedaltransmissionen):
| I Hauptwerk C–g3 |            |     |
| 1.               | Pommer     | 16′ |
| 2.               | Prinzipal  | 8′  |
| 3.               | Rohrflöte  | 8′  |
| 4.               | Oktave     | 4′  |
| 5.               | Spitzflöte | 4′  |
| 6.               | Prinzipal  | 2′  |
| 7.               | Mixtur VI  |     |
| 8.               | Trompete   | 8′  |

| II Positiv C–g3 |                 |    |
| 9.              | Spillflöte      | 8′ |
| 10.             | Gedackt         | 4′ |
| 11.             | Schwiegel       | 2′ |
| 12.             | Sesquialtera II |    |
| 13.             | Zymbel II       |    |
| 14.             | Krummhorn       | 8′ |
|                 | Tremulant       |    |

| III Schwellwerk C–g3 |                  |       |  |
| 15.                  | Gedackt          | 8′    |  |
| 16.                  | Salicional       | 8′    |  |
| 17.                  | Prinzipal        | 4′    |  |
| 18.                  | Nachthorngedackt | 4′    |  |
| 19.                  | Nasard           | 2 ⁄3' |  |
| 20.                  | Blockflöte       | 2′    |  |
| 21.                  | Oktave           | 1′    |  |
| 22.                  | Scharf IV        |       |  |
| 23.                  | Oboe             | 8′    |  |
|                      | Tremulant        |       |  |

| Pedal C–f1 |                       |     |  |
| 24.        | Principal             | 16′ |  |
| 25.        | Untersatz             | 16′ |  |
| 26.        | Oktavbaß              | 8′  |  |
|            | Gedackt (= Nr. 15)    | 8′  |  |
|            | Prinzipal (= Nr. 17)  | 4′  |  |
| 27.        | Gedacktpommer         | 4′  |  |
|            | Blockflöte (= Nr. 20) | 2′  |  |
| 28.        | Pedalmixtur V         |     |  |
| 29.        | Posaune               | 16′ |  |
| 30.        | Klarine               | 8′  |  |

- Koppeln: II/I, III/I, III/II, I/P, II/P, III/P
- Spielhilfen: 3 freie Kombinationen, Organo Pleno, Zungeneinzelabsteller, Handregister ab
- Traktur: elektrische Spiel- und Registertraktur, Schleifladen

## Glocken
Die Kirche verfügt über ein besonderes Ensemble aus vier Glocken. Sie läuteten in einem ungewöhnlichen Motiv, das annähernd den musikalisch schwierigen Tritonus bildet, der jedoch aufgrund der unterschiedlichen klanglichen Eigenschaften der Glocken nicht so unangenehm wahrgenommen wird wie bei einem gestimmten Musikinstrument. Seit dem Tausch der großen Glocke 2018 läuten sie im Westminster-Motiv.
- Die älteste Glocke wird Maria Craft genannt. Ihr Gewicht beträgt 2600 kg, der Schlagton liegt bei einem erhöhten cis1. Sie wurde 1508 von Georg Craft aus Mainz gegossen. Beim Brand 1645 stürzte sie aus dem brennenden Turm ab. Die Legende besagt, dass die Glocke für zersprungen gehalten wurde und man überlegte diese als Schrott an die Stadt Frankfurt am Main zu verkaufen. Ein Test ergab jedoch, dass die Glocke unzerstört geblieben war. Im Zweiten Weltkrieg wurde sie beschlagnahmt und sollte eingeschmolzen werden. Hierzu kam es jedoch nicht und sie gehörte zu dem kleinen Anteil von Glocken, die nach dem Krieg noch auf dem Glockenfriedhof in Hamburg-Veddel erhalten waren. Die Glocke kehrte 1947 nach Oberursel zurück. 1986 entdeckte man, dass ihr Klöppel eine falsche Länge hatte und an der falschen Stelle der Glocke anschlug. Hierdurch hatte die Glocke einen Riss bekommen. Zur Rettung der Glocke wurde das Turmfenster ausgebaut und die Glocke mit Hilfe eines Kranes geborgen. Nach der Schweißung bei der Firma Lachenmeyer in Nördlingen wurde sie wieder eingebaut. Im Jahr 2011 wurde zufällig ein erneuter Riss an der gleichen Stelle festgestellt. Im Rahmen des Hessentags 2011 wurden Spenden gesammelt und die Glocke zur erneuten Schweißung nach Nördlingen gebracht. Wie schon beim Ausbau wurde die Glocke dann am 14. März 2012 unter großer Anteilnahme der Bevölkerung wieder eingebaut, etwas gedreht aufgehängt und mit einem neuen Klöppel versehen. Allerdings wurde schon 2016 festgestellt, dass sich an derselben Stelle abermals ein Riss gebildet hatte. Die Glocke wurde stillgelegt, die Gemeinde entschied sich aber wegen der Transportkosten und des hohen Risikos eines weiteren Schadens gegen eine weitere Schweißung im Rahmen der Garantie und für den Guss einer neuen Glocke. Die alte Glocke bleibt als Anschauungsstück abgestellt hinter der neuen großen Glocke im Turm.[3]
- Die Größte Glocke trägt den Namen Maria Frieden, der im Rahmen eines Wettbewerbs der Kirchengemeinde ausgewählt wurde. Er nimmt Bezug auf den Namen der alten Glocke und soll zugleich für den Frieden mahnen. Die Glocke wurde im Frühjahr 2018 bei der Gießerei Gebr. Rincker in Sinn gegossen, in einem Festgottesdienst am 19. August 2018 geweiht und am Folgetag in den Turm aufgezogen. Ihr Schlagton liegt einen Ganzton tiefer als jener ihrer Vorgängerin und damit auf gleicher Höhe wie die große Glocke der benachbarten evangelischen Christuskirche.[4]
- Die St. Ursula-Glocke mit dem Schlagton e1 wurde 1696 durch Dilman Schmid gegossen.
- Die drittgrößte Glocke wurde ursprünglich 1925 von F. W. Rincker als 800 kg schwere Gedächtnisglocke gegossen. Sie hatte den Schlagton fis1 und wurde im Zweiten Weltkrieg eingeschmolzen. 1954 wurde als Ersatz die Josefsglocke durch F. Otto, Hemelingen hergestellt.
- 1986 kam die Christopherus- oder Pfr.-Einig-Gedächtnisglocke von den Gebr. Rincker als kleinste und jüngste Glocke im Hauptgeläut hinzu. Durch eine an die Töne der anderen Glocken angepasste, um einen Gantzon vertiefte Prime wirkt ihr Klang mittelalterlich.
- Seit 1981 hängt im Dachreiter die neue Sanctusglocke der Gießerei Rincker. Sie dient als Wandlungsglocke. An diesem Platz konnte sie erst aufgehängt werden, nachdem für eine dort installierte Luftschutzsirene Ersatz gefunden war. Ihre Vorgängerin wurde 1646 von Wolfgang Neidhardt in Frankfurt gegossen und hatte bei 246 kg den Schlagton f2. Im Ersten Weltkrieg wurde sie beschlagnahmt, ebenso ihr Ersatz von F. W. Rincker aus dem Jahr 1921.
- An der umlaufenden Brüstung des Turms befindet sich noch die sehr kleine, nicht datierte Feuerglocke. Sie wurde vom Türmer bei Gefahrenlagen sturmgeläutet.
- Im Jahr 1766 wurde eine Elfuhrglocke gegossen (b1). Sie wurde bereits im Ersten Weltkrieg konfisziert und nicht mehr ersetzt.

| Nr.     | Name                | Gussjahr | Gießer, Gussort      | Durchmesser | Masse (ca.) | Schlagton  | Bild |
| ------- | ------------------- | -------- | -------------------- | ----------- | ----------- | ---------- | ---- |
| 1 (alt) | Maria Craft         | 1508     | Georg Craft, Mainz   | 1568 mm     | 2620 kg     | cis′ +6/16 |      |
| 1 (neu) | Maria Frieden       | 2018     | Gebr. Rincker, Sinn  | 1.564 mm    | 2212 kg     | h° -4/16   |      |
| 2       | St.-Ursula-Glocke   | 1696     | Dilman Schmid, Aßlar | 1263 mm     | 1360 kg     | e′ -7/16   |      |
| 3       | Josefsglocke        | 1954     | F. Otto, Hemelingen  | 1100 mm     | 850 kg      | fis′ -2/16 |      |
| 4       | Christopherusglocke | 1986     | Gebr. Rincker, Sinn  | 974 mm      | 596 kg      | gis′ ±0/16 |      |
| D       | Sanctusglocke       | 1981     | Gebr. Rincker, Sinn  | 566 mm      | 135 kg      | gis″ +2/16 |      |

## Turmmuseum
Im Turmmuseum sind auf drei Stockwerken Kunstwerke und sakrale Gegenstände ausgestellt. Daneben beinhaltet der Turm die Turmuhr, die Glockenstube mit den historischen Glocken und die Türmerwohnung. Von Turm bietet sich ein weiter Rundblick über die ganze Rhein-Main-Ebene.

## Pfarrer
1275 wird der erste Geistliche in Oberursel, Vizepleban Albertus, genannt. 1296 erscheint in den Urkunden erstmals der Name eines Pfarrers, Cono von Hofweisel. Ambrosius Seibaeus, der 1604 bis 1606 hier Pfarrer war, wurde später (1623–1644) Weihbischof von Mainz. Weitere Pfarrer der Pfarrkirche waren:
- Johann Bapt. Roth, 1818–1840
- Antonius Hörter, 1840–1864
- Dr. Rudolph von Linde, 1864–1871
- Wilhelm Tripp, 1873–1887
- Gerhard Huyeng, 1887–1902
- Balthasar Niel, 1902–1909
- Maximilian Friton, 1909–1933
- Josef Hartmann, ab 1934
- Gerhard Zieler
- Paul Planz
- Erich Einig
- Gottfried Perne, 1. Oktober 1985–31. August 2002
- Peter Hofacker
- Andreas Unfried, ab 1. Januar 2012